# Ujova, Rojîșce
Ujova (în ucraineană Ужова) este un sat în comuna Zalisți din raionul Rojîșce, regiunea Volînia, Ucraina.

## Demografie
Componența lingvistică a localității Ujova
     Ucraineană (94,78%)
     Rusă (5,22%)
Conform recensământului din 2001, majoritatea populației localității Ujova era vorbitoare de ucraineană (94,78%), existând în minoritate și vorbitori de rusă (5,22%).